# Joaquín Vilumbrales
Joaquín Vilumbrales López (Madrid, 13 de marzo de 1941-ib., 9 de septiembre de 1999) fue un político español del Partido Popular, que ejerció como alcalde de Alcorcón (Comunidad de Madrid) desde junio hasta septiembre de 1999.

## Biografía
Licenciado en Ciencias Físicas por la Universidad de Navarra, Vilumbrales trabajó como profesor y posteriormente director en el Instituto Los Castillos de Alcorcón.
En 1982 se afilió a Alianza Popular. Un año después logró ser elegido concejal de Alcorcón dentro de la lista de Coalición Popular. Después de 12 años como miembro de la corporación, en las municipales de 1995 concurrió como candidato por el Partido Popular a las elecciones para la alcaldía. Aunque su lista fue la más votada, no logró mayoría absoluta y un pacto entre PSOE e IU le impidió ser elegido alcalde de la ciudad.
En 1999 volvió a presentarse a las elecciones municipales por el mismo partido. Su candidatura logró esta vez mayoría absoluta con un 45,59 % de los votos, y Vilumbrales fue proclamado alcalde de Alcorcón el 13 de junio de ese mismo año. Con su nombramiento era la primera vez que una candidatura de centroderecha gobernaba en la localidad, y suponía además la primera alcaldía del PP entre las ciudades más pobladas del sur de la Comunidad de Madrid, históricamente ligadas al voto de izquierda.
Vilumbrales permaneció solo tres meses en el cargo, ya que falleció el 9 de septiembre de 1999 víctima de un cáncer linfático. En homenaje a su labor en Alcorcón, tanto la estación de Metro de Joaquín Vilumbrales (Línea 10) como una biblioteca municipal llevan su nombre.